# Serra de Barbelló
La Serra de Barbelló és una serra situada entre els municipis de L'Espunyola i de Montmajor a la comarca del Berguedà, amb una elevació màxima de 887 metres.